# 依達
依達（英語：Johnny Yip，1946年9月11日—），原名葉敏爾，香港1960年代到1970年代知名愛情小說作家，成名作有《昨夜淚痕》、《蒙妮坦日記》。

## 背景
依達原名葉敏爾，其筆名「依達」取自意大利劇作家威爾第的歌劇《阿依達》。他在上海出生，祖籍上海，有一姊一妹，早年在中國杭州市外婆家生活3至4年，父親從事銀行業，曾經營生意。隨著1949年上海解放，依達在1953年7歲那年與家人定居香港，就讀香島中學（小學部）及新法書院，也曾入讀聖保羅男女中學。依達16歲時把向《小情人》投稿至位於上環、由羅斌開辦的「環球圖書雜誌出版社」，未出版該書之前，作家方龍驤閱後推介予邵氏電影公司導演陶秦，結果陶秦改編小說成電影《儂本多情》，自此開啟了依達作品被電影公司改編之路。而依達第一本小說為1959年6月29在「環球小說叢」刊出的《小情人》,由環球圖書雜誌出版社出版,每本港幣三毫。
依達於1964年中六畢業後全身投入作家行列，小學階段已喜歡寫作，惟父親反對他當作家，因為認為寫作沒有用處。他雖為男性，但寫出女性的心情，不少作品被改編為電視劇、電影和廣播劇。另有韋韋、梵爾等筆名。他於1980年代轉寫雜文、隨筆、食經、遊記、影評等，為刊物如《華僑日報》的《彩虹新頁》、《翡翠周刊》等等撰文。同期曾於1978年為香港女歌手阿美娜（Amina）灌錄的《別亂來》LP唱片專集內的其中三首歌曲填詞，歌曲分別為「別亂來」、「我要我要」及「兩杯苦酒」。此外，他亦曾於1970年拍攝一輯裸照而遭到其他作家非議，在1990年代中期之前涉足電影/電視藝人（1976年3月簽約佳藝電視，也當過電影副導演、助導、編劇）、歌手（師承歌唱導師許佩）、節目主持以及兼職百貨公司時裝模特兒3個界別。直至2002年基於喜歡珠海風景和清靜，加上該處沒有人認識他，所以移居當地一所臨河大宅過著隱居生活至今。2000年代初期仍有投稿至報章，又曾擔任由林旭華創辦的「ask100.com」網站旅遊專家。

## 個人生活
依達與男性伴侶潘氏一同生活多年。此前依達曾於1975年與台灣女子鄭氏訂婚。另外，他喜歡美食，與唯靈、簡而清、梁玳寧等人為香港早期的飲食評論家。

## 小說作品
*以下列表只記錄依達以「依達」創作的作品，主要由環球圖書雜誌出版社出版。若有遺漏，請協助補充相關資料。
- 1959年：小情人
- 1961年：垂死天鵝、空白的夢、再見，情人、最後的微笑、沙上戀情
- 1962年：酒與悲歌、別哭，湯美、天使的眼淚、畫戀、無調子之歌、海角幽魂、隕落的星辰、昨日之戀
- 1963年：灰色之戀、賜情、月夜琴聲、叮嚀、斷腸雲雨、斷絃曲
- 1964年：織夢者、冬戀
- 1965年：夏綠蒂的憂鬱
- 1966年：牆、藍色酒店、吃月亮的人、斗室、楊柳樹下、第三十五個生日、哭在心中
- 1967年：黑虎金娃、蒙妮坦日記、琴鍵右角
- 1968年：浪子
- 1969年：依達旅美日記
- 1970年：後園
- 1971年：藍鳥、舞衣
- 1972年：林中、幽幽地愛、黃菊、多久？、給我鬱金香
- 1973年：街燈、青草地上、狐、別後、長夜、別了，親人！（上冊）、別了，親人！（下冊）、早晨，再見！、窄梯、迷惑
- 1974年：黑虎金娃、秋去
- 1975年：歸、鳶、雨中洛杉磯
- 1976年：我的小天地、那夏日、情天空餘恨
- 1977年：像一陣風、天之一角
- 1978年：賜我愛歌、大城小子、載夢船、大城小子（上冊）、大城小子（下冊）、愁眸幽幽、早來的雨
- 1979年：徘徊夕陽（上集）、徘徊夕陽（下集）、星星背面、輕煙之秋
- 2001年：韓國精華遊（河畔文化事業公司[21]）

*以下為依達以「依達」創作的作品，但出版社或創作年份資料不詳。
- 1970年：四月櫻花
- 五月菖蒲、瑪琳琶、子夜情郎、片刻情柔、假面天使、第三者之歌 、凌晨不再
- 花、神女故事、聽雨、此夢不留、短旅、給你溫柔、影褪
- 晚雪、鷺島、城市遊戲（上集）、城市遊戲（下集）、人倚風中、施施、風園
- 夜、婚之外、約、旅、最後之星、信、城市愛情
- 嫁、橋、遇、低語、黑罌粟、悄織夢、獨旅長路
- 野籐、憂鬱是我、風祭、秋之晨、夜坐靜海、二人靜、冬
- 爸的情人、步過深秋、屋、風度翩翩、風縐、遠岸、此情憔悴、季節之戀
- 花孃、海島之戀、褪色故事、豪門秘史

*以下為依達以「韋韋」創作的作品，若有遺漏，請協助補充相關資料。
- 1972年：面具（金剛出版社）
- 1975年：珊美（金剛出版社）
- 1978年：威威李私記

## 電影改編
- 1961年《儂本多情》（邵氏，依達首部電影改编作品）
- 1964年《情天長恨》（電懋）
- 1966年《夜半的鬼影》（新藝）
- 1967年《垂死的天鹅》（邵氏，同名小說）
- 1967年《漁港恩仇》（仙鶴港聯，同名小說,）
- 1967年《嬌妻》（堅華）
- 1968年及1974年《冬戀》（謝氏兄弟，同名小說）
- 1968年《藍色酒店》（仙鶴港聯，同名小說）
- 1968年《蒙妮坦日記》（國泰，同名小說）
- 1968年《夏日初戀》（國泰）
- 1969年《浪子》（謝氏兄弟，同名小說）
- 1971年《昨夜夢魂中》（榮華，原著為《黑罌粟》[22]）
- 1972年《色字頭上一把刀》（邵氏，電影中的單元〈阿傑，你好嗎〉）
- 1972年《輕煙》（邵氏）
- 1972年《窄梯》（謝氏兄弟，同名小說）
- 1973年《迷惑》（尹氏）
- 1973年《愛慾奇譚》（協利）
- 1973年《明日天涯》（謝氏兄弟，同名小說）
- 1973年《仇愛》（台灣電影）
- 1973年《天使之吻》（聯合）
- 1973年《浪》（邵氏，原著為《早晨，再見！》[23]）
- 1974年《舞衣》（邵氏）
- 1974年《心有點點愁》（協利）
- 1974年《面具》（邵氏）
- 1974年《別了親人》（謝氏兄弟）
- 1974年《半山飄雨半山睛》（協利）
- 1974年《一年幽夢》（邵氏）
- 1975年《酒吧女郎》（曾澤、順利）
- 1975年《狼吻》（協利）
- 1976年《愛在夏威夷》（謝氏兄弟）
- 1976年《失魂炳與綽頭王》（金寶）
- 1977年《架步串女古惑仔》（金寶）
- 1979年《油脂曱甴》（鳳鳴）
- 1979年《小樓殘夢》（邵氏，原著為《雨夜的幽怨》）

## 填詞作品
- 1973年：羅文 ─ 明日天涯
- 1976年：甄珍 ─ 愛在夏威夷
- 1978年：阿美娜 ─ 別亂來
- 1978年：阿美娜 ─ 我要我要
- 1978年：阿美娜 ─ 兩杯苦酒
- 1978年：阿美娜 ─ 走在小雨裡
- 1979年：羅文 ─ 明天屬於你和我
- 1984年：蔡琴 ─ 舞衣

## 演出作品

### 電視劇（佳藝電視）
- 1976年：武則天 飾 張昌宗[24][25]

### 電影
- 1965年：老夫子 飾 流氓
- 1966年：老夫子與大蕃薯
- 1972年：色字頭上一把刀
- 1972年：窄梯 飾 汽車維修員
- 1973年：心有點點愁
- 1973年：江湖行
- 1973年：明日天涯
- 1973年：浪
- 1974年：半山飄雨半山晴
- 1974年：舞衣
- 1974年：面具 飾 盧倫
- 1974年：販賣人口
- 1975年：酒吧女郎
- 1975年：緣帽唔怕戴
- 1975年：妙妙女郎
- 1976年：愛在夏威夷
- 1976年：失魂炳與綽頭王 飾 史提芬
- 1976年：下流社會 飾 喬治
- 1977年：架步串女古惑仔
- 1979年：油脂甲由
- 1982年：熱浪

## 參與節目
- 潘迪華特輯[25]
- 娛樂天地[25]
- 1978年：拿破崙夜半趣談（嘉賓、佳藝電視）[26]
- 1991年：方太週末廣場（亞洲電視）

## 外部連結
- 一手包辦三個欄　依達撐得起[永久]
- 豪門秘史（全文閱讀） （页面存档备份，存于）